# Zelotes similis
Zelotes similis este o specie de păianjeni din genul Zelotes, familia Gnaphosidae. A fost descrisă pentru prima dată de Kulczynski, 1887. Conține o singură subspecie: Z. s. hungaricus.